# 가사이린카이 공원

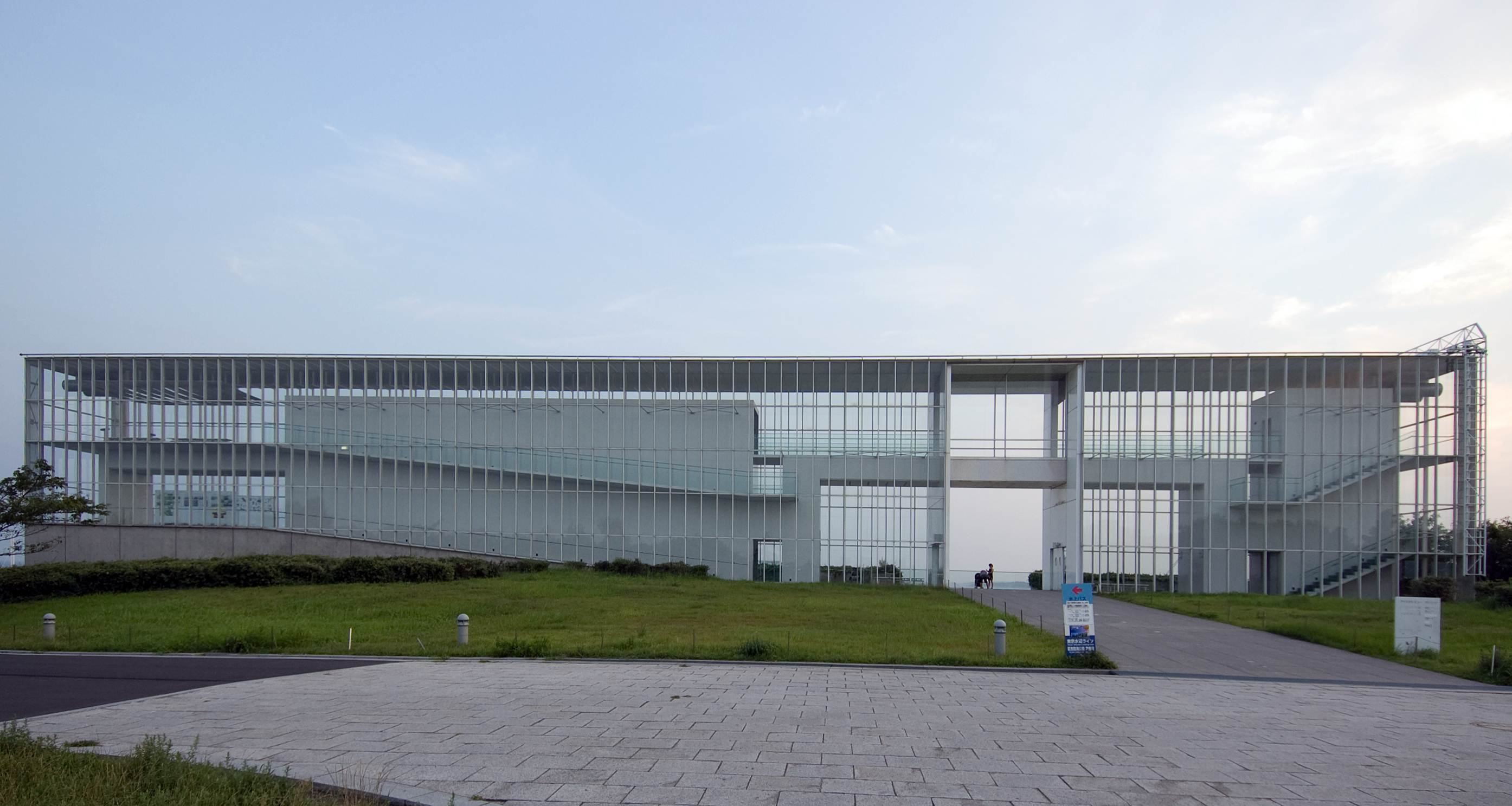

가사이린카이 공원(일본어: 葛西臨海公園)은 도쿄도 에도가와구에 있는 공원이다.
공원 안에 가사이린카이 수족관과 조류원, 대관람차등이 있다. 또한 다양한 식물을 심어 휴일에는 많은 사람들이 찾고 있다. 공원은 5개의 지역으로 나뉘어 있다. 잔디광장 존(Zone), 시오카제 광장(汐風の広場), 수족관 지역, 조류원 지역, 관리 지역등이다. 도쿄도내의 크리스탈 뷰에서 도쿄 만을 전망할 수 있다. 가사이가이힌 공원과 연결되어 있다.

## 같이 보기
- 가사이 임해공원역